# Verfassungsreferendum in Mauretanien 1991
Das Verfassungsreferendum in Mauretanien 1991 (arabisch الاستفتاء على الدستور الموريتاني 1991, en.: constitutional referendum) wurde am 12. Juli 1991 in Mauretanien durchgeführt. Die neue Verfassung von Mauretanien führte das demokratische Mehrparteiensystem wieder ein, welches in den 1960ern abgeschafft worden war und schuf ein Zweikammersystem für das Parliament mit dem Senat und der Nationalversammlung. Die Verfassung enthielt keine Amtszeitbeschränkungen für den Präsidenten.
Die Verfassung wurde von 98 % der Wähler bestätigt bei einer Wahlbeteiligung von 85 %.

## Ergebnis
Für die neue Verfassung stimmten 713.493 Wahlberechtigte, dagegen nur 14.999. Ungültig waren 3.020 Stimmen und insgesamt waren  857.121 Personen wahlberechtigt.